# Fait majoritaire
 (septembre 2009).
Si vous disposez d'ouvrages ou d'articles de référence ou si vous connaissez des sites web de qualité traitant du thème abordé ici, merci de compléter l'article en donnant les références utiles à sa vérifiabilité et en les liant à la section « Notes et références ».
Le fait majoritaire, en droit constitutionnel français, est l'une des caractéristiques du régime de la Ve République qui tend à favoriser l'émergence d'une nette majorité, en général du même camp que celui du président de la République. Le chef du gouvernement doit être issu de cette majorité. On distingue alors deux situations : en période normale, la majorité est également celle du président : c'est la congruence des majorités (on parle aussi de « primauté présidentielle »). En période de cohabitation, le fait majoritaire existe encore mais il est dit « imparfait ».  Le régime parlementaire français tend en cas de congruence à un système parlementariste dualiste, tandis qu'en période de cohabitation ou discordance le régime parlementaire tend vers un système parlementariste moniste.

## Histoire
Depuis les élections législatives françaises de 1962, tous les gouvernements français ont bénéficié d'une majorité parlementaire. La notion de « majorité présidentielle » est une conséquence de ce fait. La Cinquième république a ainsi été qualifiée de « parlementarisme majoritaire ».
Là où la Cinquième république prévoit au président le rôle d'« arbitre » entre le parlement et le gouvernement, en raison du fait majoritaire il gagne un pouvoir plus fort et devient de facto chef du gouvernement. Le président a ainsi l'essentiel du pouvoir du gouvernement, une majorité parlementaire qui lui est acquise et une absence de contre-pouvoirs.
Le fait majoritaire a pour conséquence un désinvestissement des parlementaires et une hausse du cumul des mandats : le mandat local ou l'activité dans la circonscription devenant plus important que l'activité à l'Assemblée nationale ou au Sénat.
Le fait majoritaire est renforcé par le passage au quinquennat présidentiel depuis 2002, mais est remis en question à la suite des élections législatives de 2022 qui ne donnent pas de majorité absolue à Emmanuel Macron.
Aux élections législatives, le scrutin uninominal à deux tours écarte les partis aux scores trop faibles et favorise les grosses formations et donc la création de majorité à l'Assemblée nationale.
Ainsi, lorsque son camp remporte les élections législatives, le président voit son autorité politique considérablement renforcée. La France est un régime dit semi-présidentiel. 
Cette majorité politique qui découle de l'élection présidentielle doit donc ensuite se traduire par une nécessaire majorité à l'assemblée. L'article 12 de la Constitution de 1958 donne ainsi au président le pouvoir de dissolution, c'est-à-dire celui de provoquer des élections législatives, pouvoir que n'a pas le président américain. En dissolvant l'assemblée, si elle ne lui est pas favorable ou l'est insuffisamment, le président cherche à faire coïncider la majorité populaire qui l'a élu avec une majorité parlementaire attendue. 
C'est exactement ce que fit François Mitterrand en 1981, par exemple, en dissolvant l'assemblée élue en 1978, qui avait été bien près de provoquer une première cohabitation avec le président Valéry Giscard d'Estaing. Mitterrand avait d'ailleurs averti qu'il dissoudrait l'Assemblée nationale s'il était élu, l'exécutif ne pouvant, tant selon lui que dans l'esprit de la Constitution, profiter pleinement de la force que lui donne la Constitution s'il n'est pas soutenu par une majorité homogène et sûre. 
Depuis le quinquennat en 2002, les élections législatives suivent de peu l'élection présidentielle, plusieurs commentateurs considérant que cette situation a permis l'émergence d’une majorité systématiquement favorable au président élu. Cet état de fait a été remis en cause aux élections présidentielle et législatives de 2022, où le parti présidentielle ne dispose que d'une majorité relative, cela entraînant nécessairement des blocages législatifs.
Pour le constituant de 1958, cette situation était la seule envisageable. Pourtant, cette Constitution prouvera sa flexibilité, en 1986, avec une première cohabitation, entre un président socialiste (François Mitterrand), et un Premier ministre issu du parti majoritaire à l'Assemblée, le RPR (Jacques Chirac). Si l'on considère que le fait majoritaire présidentiel correspond à la période normale, puisque c'est la plus courante, les pouvoirs confiés au chef de l'État évoluent beaucoup selon que le fait majoritaire soit de mise ou non.
Le fait majoritaire rend délicat la mise en jeu de la responsabilité du gouvernement. L'Assemblée disposant d'une majorité et le premier ministre étant issu de cette majorité, la mise en jeu de la responsabilité politique s'avère quasiment impossible. Cette situation tend pour les assemblées législatives à les qualifier de chambre d'enregistrement par les détracteurs de la situation. Le fait majoritaire présidentiel étend, en partie, cela, à la nouvelle responsabilité du président de la République.